# Magenbuch-Lausheim
Magenbuch-Lausheim ist eine von acht Ortschaften der baden-württembergischen Gemeinde Ostrach im Landkreis Sigmaringen in Deutschland.

## Geographie

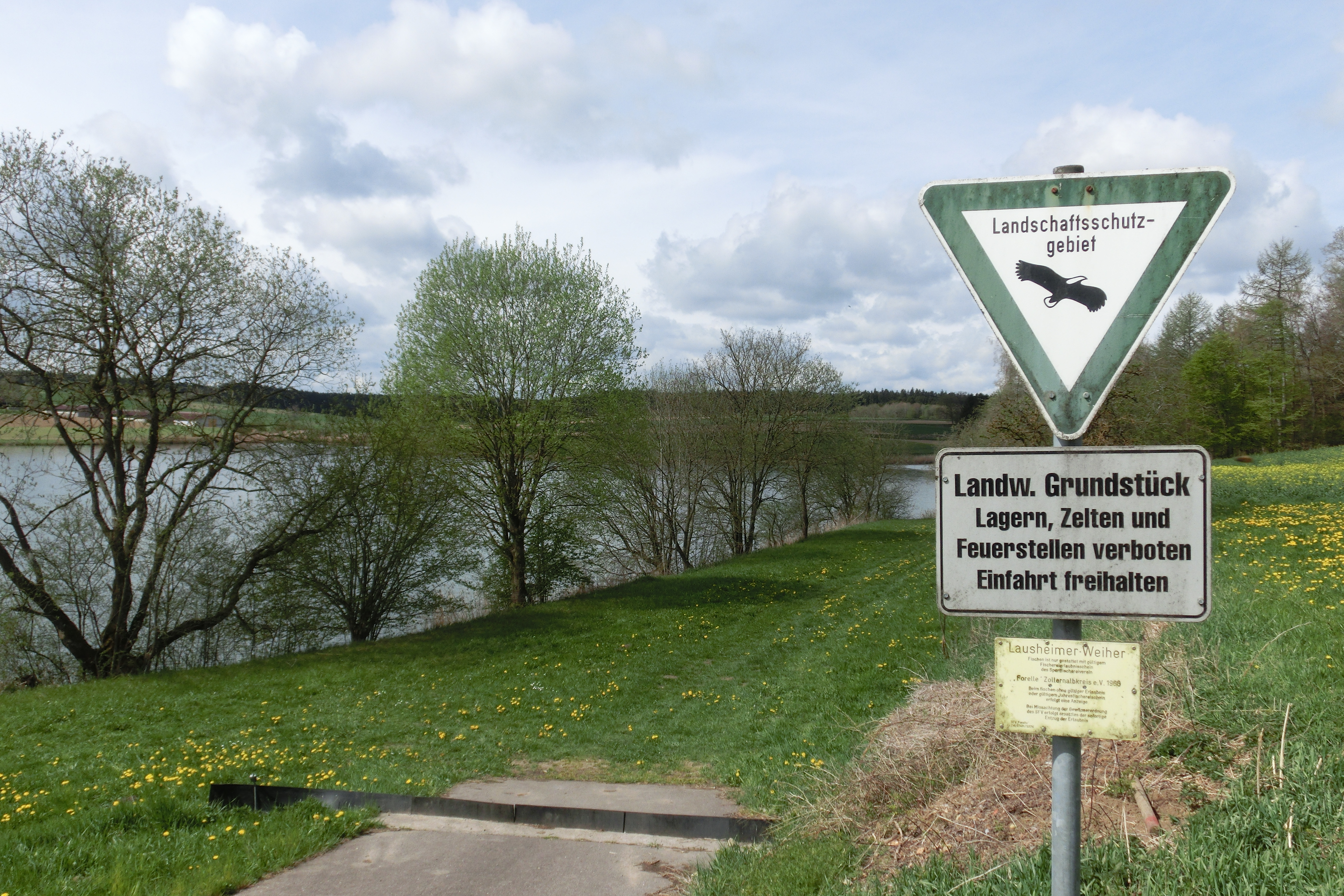
NSG Lausheimer Weiher

Magenbuch-Lausheim liegt etwa fünf Kilometer nordwestlich vom Hauptort Ostrach. Nachbarorte sind Levertsweiler, Bernweiler, Einhart, Wangen, Jettkofen, Ostrach, Kalkreute, Pfullendorf und Mottschieß.
Ausdehnung des Gebiets
Die Gesamtfläche der Gemarkung Magenbuch-Lausheim umfasst 1.651 Hektar (Stand: 1. Dezember 2023). Das Ortsgebiet wird über den den Lausheimer Weiher durchfließenden Störenbach und den später einmündenden Reichenbach Richtung Osten zur Ostrach (Donau) entwässert.
Gliederung
Die Ortschaft Magenbuch-Lausheim besteht aus den Teilorten Lausheim und Magenbuch.
Schutzgebiete
Nördlich von Lausheim, am Rand des Weitharts, liegt der etwa 13,5 Hektar große Lausheimer Weiher. Der in Familienbesitz befindliche Weiher dient dem Angel- und Badesport. Seit 2014 gibt es hier Probleme mit Bibern, die das ganze Gelände mit Gräben und Dämmen durchziehen.

## Geschichte

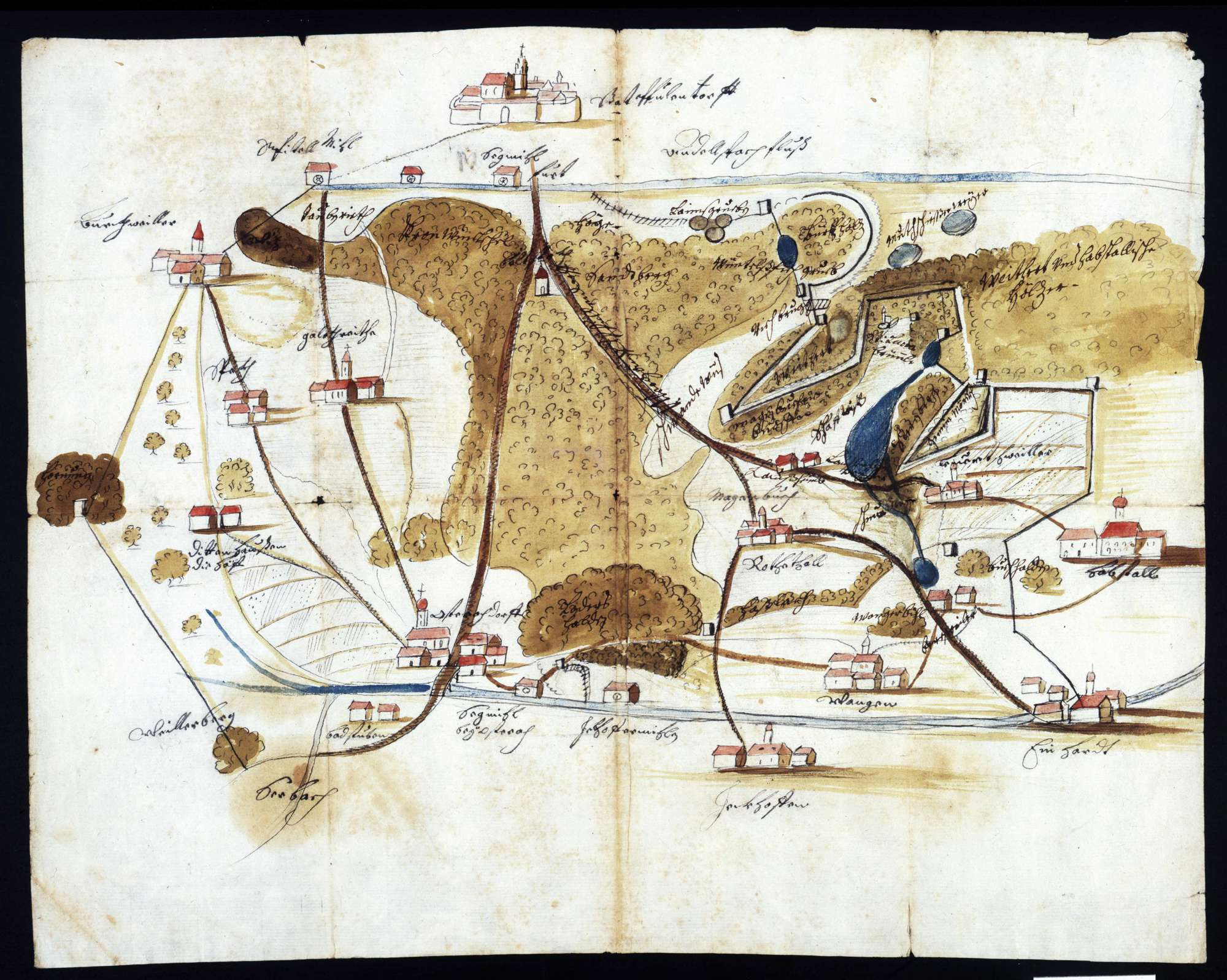
Magenbuch und Lausheim auf einer Karte mit der „Beschreibung des ostrachischen Bezirks“ aus dem Jahr 1697

### Lausheim
Der Ort wurde wahrscheinlich 1266 als „Luzhaim“ erstmals urkundlich erwähnt. Seit Ende des 13. Jahrhunderts gehörte Lausheim zur Reichsabtei Salem.
Für die Herkunft des Ortsnamens gibt es drei Deutungen:
- Lussen waren Gemeinschaftsanteile, die ursprünglich nach dem Los an die Dorfgenossen verteilt wurden.
- Ein Lausgütlein ist der kleinste Bruchteil eines zerteilten Hofes.
- Laus, mittelhochdeutsch Lüs, Lüz oder Lüze kann so viel wie „Versteck“ oder „Schlupfwinkel“ für Wild oder Jäger, aber auch „Hinterhalt“ bedeuten

Im Laufe der Jahrhunderte wurden die Schreibweisen Luzhain (1259), Luzhaim (1266), Lüzhain (1274), Lushain (1324), Lusshain (1399), Luhshain (1494), Lushaym (1514), Laußen (1593 und 1700), Lausheimb (1734) sowie bis heute Lausheim verwendet.

### Magenbuch
1216 wurde Maginbuoch oder Magenboch in einer Urkunde erstmals erwähnt. Seit 1324 übte die Grafschaft Sigmaringen die Hochgerichtsbarkeit aus. Die Ortsherrschaft und die Niedergerichtsbarkeit lagen bis 1803 bei der Reichsabtei Salem. Da kam das Dorf an das Haus Thurn und Taxis, 1806 an das Fürstentum Hohenzollern-Sigmaringen, mit diesem als Teil der Hohenzollernschen Lande 1850 an Preußen. Bis 1862 gehörte Magenbuch zum hohenzollerischen Oberamt Ostrach und wurde mit ihm ins Oberamt Sigmaringen eingegliedert, das 1925 im Landkreis Sigmaringen aufging.

### Magenbuch-Lausheim
Im Zuge der Gebietsreform in Baden-Württemberg wurde die Gemeinde Magenbuch mit dem Ort Lausheim am 1. April 1972 nach Ostrach eingemeindet.
Einwohnerentwicklung
2012 wurden 256 Einwohner gezählt, heute wohnen 288 Einwohner in der Ortschaft (Stand: 1. Dezember 2023).

## Politik

### Ortsvorsteher
Ortsvorsteher von Magenbuch-Lausheim ist Klaus Wiggenhauser (Stand: Februar 2025).

### Wappen
Das Wappen der ehemaligen Gemeinde Magenbuch zeigt in geteiltem Schild oben in Silber ein wachsender roter Widder, unten in Schwarz ein doppelreihig rot-silbern geschachter Schrägbalken.

## Kultur und Sehenswürdigkeiten

### Bauwerke
Lausheim
Die katholische Filialkapelle Sankt Rupert in Lausheim ist ein kleiner, romanischer Bau mit halbrunder Apsis aus dem 12. Jahrhundert. Die Fenster wurden im 18. Jahrhundert vergrößert. Zur Ausstattung zählen ein Altar um 1700 und einige Bildwerke im 14. bis 18. Jahrhundert, darunter auch ein Gemälde der Heiligen Ida von Toggenburg aus dem Jahre 1797. Patrozinium: 24. September
Magenbuch
- Die katholische Pfarrkirche St. Pankratius in Magenbuch wurde 1263 erwähnt und 1725 durch den ansässigen Baumeister Lukas Schindler neu erbaut. Sie zeigt sich heute als Saalbau mit gerade geschlossenem Chor. Altarmensa und Tabernakel entstanden um 1500, der Aufbau mit Gemälde im 17. Jahrhundert. Zur Ausstattung zählen des Weiteren einige Bildwerke aus dem 16. bis 18. Jahrhundert. Im Pfarrhaus befinden sich zwei Gemälde die heilige Bischöfe darstellen aus der Schule des Bartholomäus Zeitblom.[7] Patrozinium: 12. Mai
- Am Waldweg bei der 1975 erbauten Forsthütte befindet sich ein Kleindenkmal.[8]

### Dreiländereck
Östlich von Magenbuch gab es 1806 eines von vier Dreiländerecken auf der Gemarkung Ostrach, dessen Teilorte in Baden, Hohenzollern und Württemberg lagen, an der die drei Länder auf einen gemeinsamen Grenzpunkt stießen. Ein Grenzpfosten mit einer Hinweistafel des Grenzsteinmuseums Ostrach und den drei Wappen der ehemaligen Länder markiert diesen Punkt. Die anderen Dreiländerecken liegen bei Jettkofen, Laubbach und Wangen.

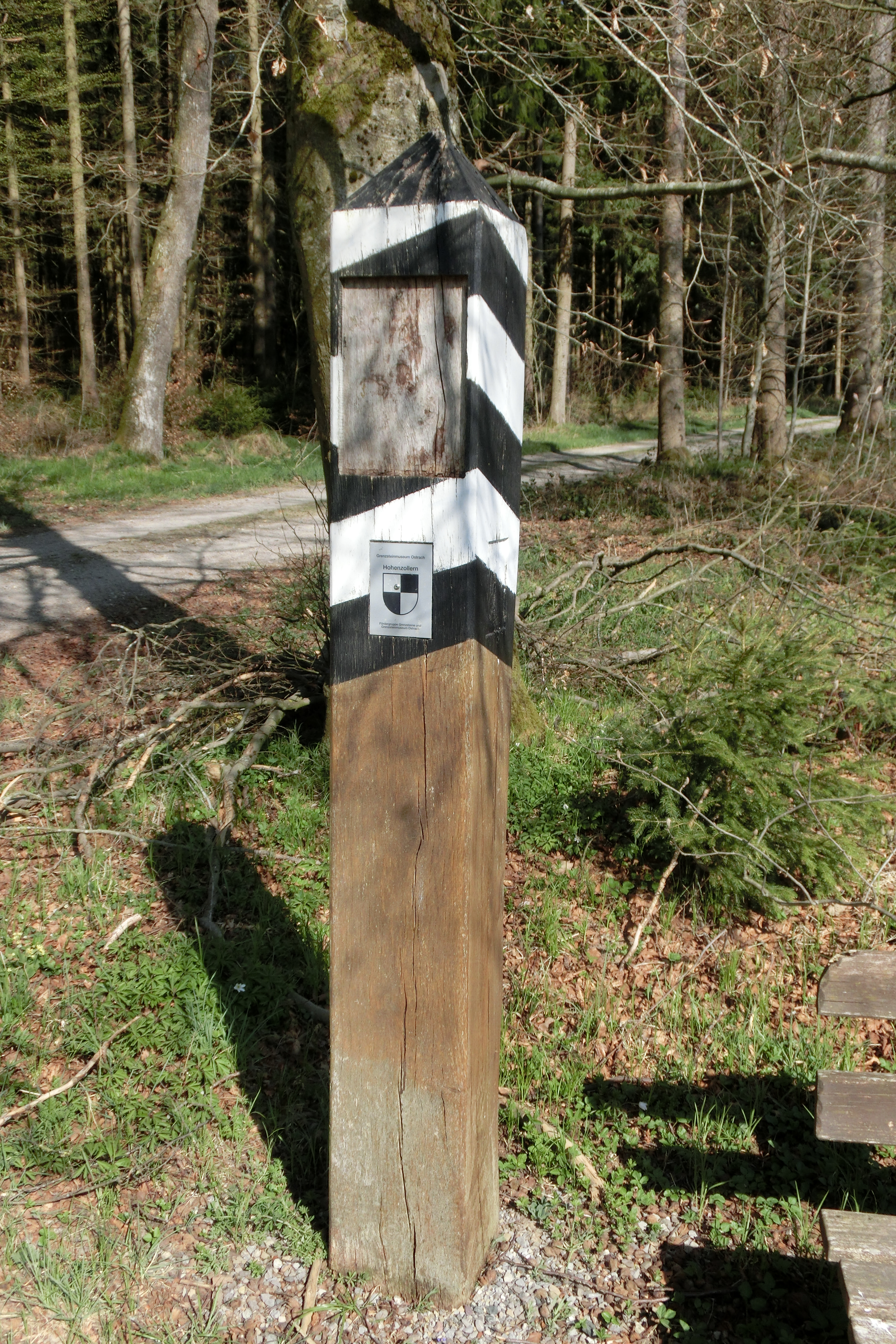
Grenzpfahl
Baden
Hohenzollern
Württemberg

## Bürgerbus

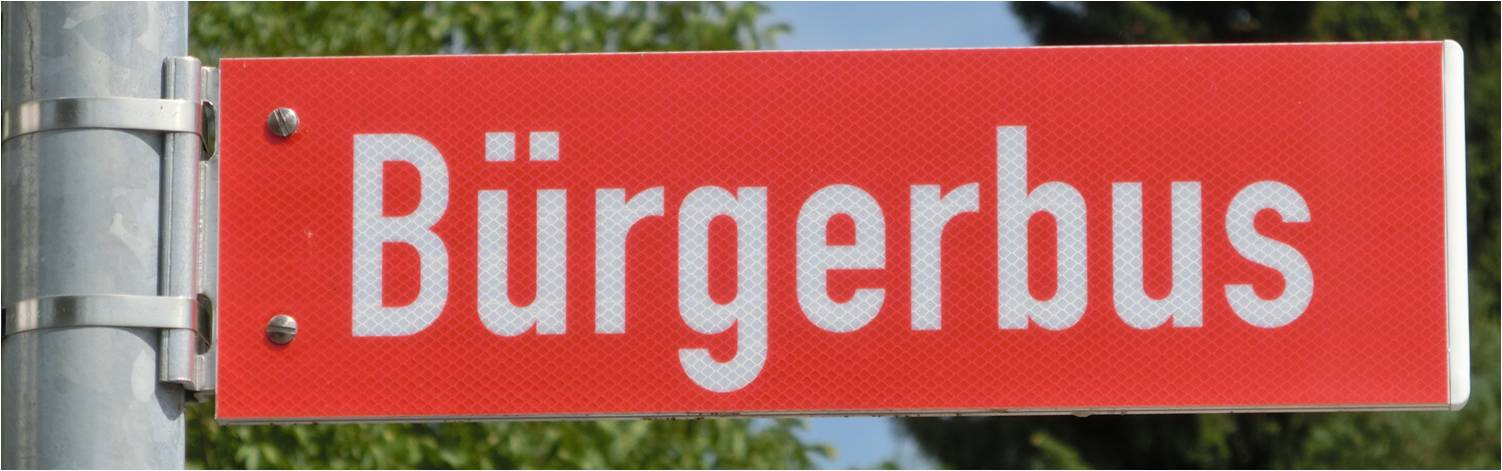
Haltestelle „Bürgerbus“

Der Ostracher Bürgerbus ergänzt den öffentlichen Nahverkehr und verbessert unter anderem die Mobilität von Menschen mit Behinderungen. An drei Tagen in der Woche fährt der Bus nach einem festen Plan zwischen der Ostracher Ortsmitte und Jettkofen, Wagen, Bernweiler, Einhart, Levertsweiler, Lausheim sowie Magenbuch.
Der Bürgerbus wird von der Gemeinde Ostrach finanziert und vom Bürgerbus-Verein sowie ehrenamtlichen Fahrern und Helfern betrieben.